# Versuch einer Anweisung die Flöte traversiere zu spielen
Con Versuch einer Anweisung die Flöte traversiere zu spielen (in tedesco, "Saggio di un metodo per suonare il flauto traverso") ci si riferisce a un trattato sul modo di suonare il flauto pubblicato da Johann Joachim Quantz.

## Storia
Il trattato venne scritto da Johann Joachim Quantz nel 1752 e venne dedicato al re Federico II di Prussia, appassionato suonatore di flauto, con il titolo completo di Saggio di un metodo per suonare il flauto traverso di Johann Joachim Quantz, musicista da camera della Corte Reale Prussiana, con numerose indicazioni per il miglioramento del buon gusto nella pratica musicale e illustrato da vari esempi.
Il trattato, oltre a essere considerato una fonte importante per lo studio dell'estetica musicale e della prassi esecutiva dell'epoca, è una lettura preziosa per i musicisti e per gli insegnanti di musica, in quanto il testo è completo di insegnamenti ed esempi dettagliati sul modo di suonare il flauto solista e sulle linee guida generali circa il modo di accompagnare e di suonare in gruppo.
Quantz, inoltre, trattò dettagliatamente una vasta gamma di argomenti, inclusi il fraseggio, l'ornamentazione, gli accenti, l'intensità, l'intonazione, le cadenze e i modi di suonare gli stili dei vari Paesi europei. Di particolare interesse è la tabella sulle velocità, calcolate in relazione ai battiti cardiaci al minuto di un uomo adulto sano, con cui vanno eseguiti i movimenti tipici della musica strumentale del tempo e di alcune delle danze all'epoca più in voga.
La seconda edizione apparve a Breslavia nel 1780 e una terza edizione venne stampata, sempre nella stessa città, nel 1789. Esistono anche una traduzione in francese e una in olandese, del 1755. Presso il Museo internazionale e biblioteca della musica di Bologna si trovano le bozze manoscritte per una traduzione in italiano realizzate per volontà di Giovanni Battista Martini.
In italiano esistono due versioni: una a cura di Sergio Balestracci dal titolo Trattato sul flauto traverso e una dal titolo Saggio di un metodo per suonare il flauto traverso, a cura di Luca Ripanti.

## Struttura
Il testo originale di Quantz è suddiviso in diciotto capitoli:
Prefazione.
Introduzione: le qualità che sono richieste a chi vuole dedicarsi alla musica.
1. Breve storia e descrizione del flauto traversiere.
2. La posizione delle dita sul flauto.
3. Ordine delle dita o applicazione, e scala del flauto.
4. Imboccatura del flauto.
5. Le note, la loro durata, il tatto, le pause e altri simboli musicali.
6. La posizione della lingua e le sillabe da pronunciare soffiando.
  1. Le sillabe ti o di.
  2. La parola tiri.
  3. La parola did'll, o la cosiddetta doppia lingua.
  4. Alcune nozioni sull'uso dell'oboe e del fagotto.
7. La respirazione.
8. Proposte e relative piccole modifiche essenziali.
9. I trilli.
10. I principianti e i loro esercizi.
11. Buona lezione per cantare e suonare tutti insieme.
12. L'arte di suonare un allegro.
13. Le modifiche arbitrarie degli intervalli.
14. L'arte di suonare un adagio.
15. Le cadenze.
16. Cosa guarda un flautista nella melodia quando suona in pubblico.
17. Doveri di coloro che accompagnano un solista o che suonano in un'orchestra.
  1. Le caratteristiche del direttore.
  2. I violinisti di ripieno.
  3. Il violista.
  4. Il violoncellista.
  5. Il violonista.
  6. Il clavicembalista.
  7. Gli obblighi che tutti gli strumentisti di accompagnamento devono seguire.
18. Come giudicare una musica e un musicista.

Elenco degli argomenti principali.